# Грегор Ебнер
Грегор Ебнер (нім. Gregor Ebner; 24 червня 1892, Іхенгаузен — 22 березня 1974, Вольфратсгаузен) — німецький лікар, доктор медицини (1920), оберфюрер СС (20 квітня 1939).

## Біографія
Син коридорного готелю. Вивчав медицину в Мюнхенському університеті (1912/14, 1919/20). 20 серпня 1914 року вступив добровольцем в санітарну служб 1-го баварського польового артилерійського полку. Учасник Першої світової війни, фельдшер (1918). В 1919 році входив у фрайкор Еппа. З 1920 року земельний лікар у Мудау, у 1923/37 роках — у Кірхзеоні. 1 листопада 1930 року вступив у НСДАП (квиток № 340 925), засновник ортсгрупи НСДАП у Кірхзеоні. В 1930/33 роках — сімейний лікар рейхсфюрера СС Генріха Гіммлера. 29 липня 1931 року вступив у СС (посвідчення №13 966). З 11 травня 1933 року — старший лікар 1-го абшніту СС, з 1 березня 1934 року —оберабшніту СС «Південь». В 1934/38 роках — заступник голови, з 23 травня 1938 по травень 1945 року — голова дисциплінарної судової палати Націонал-соціалістичної спілки лікарів, крайсреднер у Расово-політичному управлінні НСДАП, уповноважений з питань раси в окрузі Еберсберг. 1 травня 1936 року призначений начальником (з 29 січня 1937 року — керівник) та головним лікарем будинку матері та дитини СС «Гогланд» (поблизу Еберсберга). З 1937 по 1 квітня 1943 — керівник лікарів та уповноважений з питань служби здоров'я організації «Лебенсборн», у 1940/45 роках — член кураторської ради «Лебенсборну». Одночасно 1 січня 1938 по травень 1945 року — член особистого штабу рейхсфюрера СС, з 1 травня 1941 по 1942 рік — керівник Головного відділу «L» («Лебенсборн»), з 1 квітня 1942 року — гауптабтайлунгляйтер, з 1 квітня 1943 по травень 1945 року — керівник Головного відділу «G» (служба здоров'я) управління «L». Один із керівників «Лебенсборну».
Після закінчення Другої світової війни 5 липня 1945 року заарештований. Як обвинувачений залучений до суду Американського військового трибуналу над службовцями Головного управління СС з питань раси і поселення. 10 березня 1948 року засуджений до 2 років та 8 місяців тюремного ув'язнення (з урахуванням попереднього ув'язнення у той же день звільнений).

## Нагороди
- Залізний хрест 2-го класу
- Почесний хрест ветерана війни з мечами

## Галерея
- Ебнер під час суду.
- Вакцинація від віспи з печаткою та підписом Ебнера (22 липня 1966).